# Dimósia Epichírisi Ilektrismoú
Pour les articles homonymes, voir DEI.
La Dimósia Epichírisi Ilektrismoú (DEI) (en grec moderne : Δημόσια Επιχείρηση Ηλεκτρισμού (ΔΕΗ ou DEH)), désignée aussi parfois en anglais comme Public Power Corporation (PPC) est le fournisseur historique et principal d'électricité en Grèce.

## Histoire
La DEI a été créée en août 1950 par le gouvernement grec. L'entreprise publique a progressivement racheté les 400 entreprises d'électricité municipales ou privées déjà présentes sur le sol grec.
En 2001, l'entreprise a changé de statut et est entrée en bourse, cependant, elle reste contrôlée par l'État qui demeure le principal actionnaire.
En 2007, DEI dispose de 97 centrales électriques pour une production totale de 12 760 MW.
En 2012, DEI dispose d'une capacité de production d'électricité de 12,5 GW et compte 7,4 millions de clients pour 20 000 employés ,.

### Privatisation
Conséquence de la crise de la dette publique grecque, la Commission européenne, le Fonds monétaire international et la Banque centrale européenne ont fait pression sur le gouvernement grec pour qu'il engage la privatisation de DEI.
L'État s'est engagé en 2012, via l'organisme Hellenic Republic Asset Development Fund, à diminuer sa participation au capital de DEI avant 2016, alors qu'il en détient encore 51 % à la fin du premier trimestre 2014. Pour en faciliter la privatisation, DEI a été scindée en deux parties : l'une concentrant les dettes (estimées à 5 milliards d'euros), la seconde récupérant les activités rentables dont le prix d'achat est estimé entre 1,5 et 2 milliards d'euros.
Fin janvier 2014, le Parlement a approuvé la cession de 66 % du capital de la filiale de DEI : IPTO (aussi appelée ADMIE), l'opérateur national de transport d'électricité. Le 9 juillet 2014, le Parlement autorise, cette fois, la privatisation de 30 % de la société-mère, DEI, d'ici 2015, faisant ainsi passer à terme la participation de l'État de 51 à 21 %.
Le 29 janvier 2015, le nouveau gouvernement grec (composé principalement du parti politique SYRIZA) a annoncé le gel de la privatisation de DEI. Un mois plus tard, Panayótis Lafazánis, ministre de l’Énergie grec, a confirmé que la cession d'une partie du capital de DEI était abandonnée, ainsi que la vente de 66 % d'IPTO (ou ADMIE).
La participation de l’État diminue à 34 % en 2021. Dans le même temps, la direction de DEI prévoit de vendre en 2022 à la société australienne Macquarie Asset Management 49 % du capital du réseau de distribution de l’électricité, Hellenic Electricity Distribution Network Operator (Hedno).
Le processus de privatisation a été combattu par le syndicat principal des employés de la compagnie d’électricité  (Genop), qui estime que celle-ci « va entraîner la perte de la plus grande entreprise industrielle du pays » et que « le contrôle public est nécessaire pour empêcher les augmentations incontrôlées des prix de l’électricité pour les ménages et les entreprises.»

## Organisation
DEI est un groupe composé d'une société-mère dénommée DEI et de plusieurs filiales :
- IPTO S.A. (Independent Power Transmission Operator S.A.) (en grec moderne : ΑΔΜΗΕ, ADMIE en alphabet latin), spécialisée dans le transport de l'électricité[11],
- HEDNO S.A. (Hellenic Electricity Distribution Network Operator S.A.), spécialisée dans la distribution de l'électricité,
- PPC Renewables, spécialisée dans les énergies renouvelables[12].

## Polémiques
Fin février 2015, DEI a mis en place une nouvelle convention collective qui accorde des bons alimentaires à une partie du personnel. Cette convention collective a été critiquée par des partis d'opposition ainsi que par des membres de SYRIZA, au pouvoir.
Le 4 mars 2015, le PDG de DEI, Arthouros Zervos, a démissionné à la suite de son inculpation par la Justice grecque pour avoir octroyé plus de 150 000 euros d'avantages financiers à 19 cadres de l'entreprise, en pleine crise  économique (2010-2012).